# Simba Sports Club
Il Simba Sports Club, abbreviato in Simba SC, è una società calcistica tanzaniana di Dar es Salaam. Milita nella massima serie del campionato tanzaniano di calcio.
Fondata nel 1936 con il nome di Queens, si è chiamato anche Eagles e Dar Sunderland, per poi acquisire il nome Simba nel 1971. È una delle squadre di calcio più titolate di Tanzania, avendo vinto 22 campionati tanzaniani, 7 Coppe di Tanzania, 9 Supercoppe di Tanzania, 5 Coppe Tusker, 3 Coppe Mapinduzi e, a livello internazionale, 6  Coppe Kagame Inter-Club. A livello internazionale ha raggiunto, inoltre, la finale della Coppa CAF nel 1993.
Gioca le partite in casa alternandosi fra i due stadi della città, lo stadio Uhuru e lo stadio nazionale Benjamin Mkapa. Vive una rivalità con lo Young Africans, altro club di Dar es Salaam.

## Organico

### Rosa 2020-2021
Aggiornata al 7 gennaio 2021.
| N. |                           | Ruolo | Calciatore        |
| -- | ------------------------- | ----- | ----------------- |
| 2  | Tanzania (bandiera)       | D     | Gabriel Michael   |
| 3  | Ghana (bandiera)          | A     | Bernard Morrison  |
| 5  | Tanzania (bandiera)       | D     | Ibrahim Ame       |
| 6  | Costa d'Avorio (bandiera) | D     | Serge Wawa        |
| 7  | RD del Congo (bandiera)   | A     | Mutshimba Mugalu  |
| 8  | Zambia (bandiera)         | C     | Larry Bwalya      |
| 11 | Mozambico (bandiera)      | C     | Luís Miquissone   |
| 12 | Tanzania (bandiera)       | D     | Shomari Kapombe   |
| 13 | Tanzania (bandiera)       | C     | Saidi Juma        |
| 14 | Ruanda (bandiera)         | A     | Meddie Kagere     |
| 15 | Tanzania (bandiera)       | D     | Mohammed Husseini |

| N. |                     | Ruolo | Calciatore      |
| -- | ------------------- | ----- | --------------- |
| 16 | Kenya (bandiera)    | D     | Joash Onyango   |
| 17 | Zambia (bandiera)   | C     | Clatous Chama   |
| 18 | Tanzania (bandiera) | D     | Erasto Nyoni    |
| 19 | Tanzania (bandiera) | C     | Mzamiru Yassin  |
| 20 | Tanzania (bandiera) | C     | Jonas Mkude     |
| 21 | Tanzania (bandiera) | A     | Athumani Miraji |
| 22 | Tanzania (bandiera) | A     | John Bocco      |
| 25 | Kenya (bandiera)    | C     | Francis Kahata  |
| 28 | Tanzania (bandiera) | P     | Aishi Manula    |
| 30 | Tanzania (bandiera) | P     | Beno Kakolanya  |
| 34 | Tanzania (bandiera) | A     | Hassan Dilunga  |

### Rosa 2019-2020
Aggiornata al 23 ottobre 2019.
| N. |                           | Ruolo | Calciatore                  |
| -- | ------------------------- | ----- | --------------------------- |
| 1  | Tanzania (bandiera)       | P     | Ally Salum                  |
| 2  | Tanzania (bandiera)       | D     | Gadiel Michael              |
| 3  | Kenya (bandiera)          | D     | Joash Onyango               |
| 4  | Brasile (bandiera)        | D     | Gerson                      |
| 5  | Tanzania (bandiera)       | A     | Charles Ilamfya             |
| 6  | Costa d'Avorio (bandiera) | D     | Serge Wawa                  |
| 7  | Zambia (bandiera)         | A     | Larry Bwalya                |
| 8  | Ghana (bandiera)          | C     | Bernard Morrison            |
| 10 | Tanzania (bandiera)       | A     | Ibrahim Ajib                |
| 11 | Mozambico (bandiera)      | C     | Luís Miquissone             |
| 12 | Tanzania (bandiera)       | D     | Shomari Kapombe             |
| 13 | Tanzania (bandiera)       | C     | Saidi Ndemla                |
| 14 | Ruanda (bandiera)         | A     | Meddie Kagere               |
| 15 | Tanzania (bandiera)       | D     | Mohamed Hussein "Zimbwe Jr" |
| 16 | Tanzania (bandiera)       | A     | Rashid Juma                 |

| N. |                         | Ruolo | Calciatore          |
| -- | ----------------------- | ----- | ------------------- |
| 23 | Tanzania (bandiera)     | FB    | David Kimeta        |
| 17 | Zambia (bandiera)       | C     | Clatous Chota Chama |
| 18 | Tanzania (bandiera)     | D     | Erasto Nyoni        |
| 19 | Tanzania (bandiera)     | C     | Mzamiru Yassin      |
| 20 | Tanzania (bandiera)     | C     | Jonas Mkude         |
| 21 | Tanzania (bandiera)     | C     | Miraji Athuman      |
| 22 | Tanzania (bandiera)     | A     | John Bocco          |
| 24 | Tanzania (bandiera)     | C     | Hasan Dilunga       |
| 25 | Kenya (bandiera)        | C     | Fransic Kahata      |
| 26 | Tanzania (bandiera)     | D     | Kennedy Juma        |
| 27 | RD del Congo (bandiera) | A     | Chriss Mugalu       |
| 28 | Tanzania (bandiera)     | P     | Aishi Manula        |
| 30 | Tanzania (bandiera)     | P     | Beno Kakolanya      |
| 44 | Tanzania (bandiera)     | C     | Cyprian Kipenye     |

## Palmarès

### Competizioni nazionali
- Campionato tanzaniano: 22

1965, 1966 (Sunderland)
1972, 1973, 1976, 1977, 1978, 1979, 1980, 1993, 1994, 1995, 2001-2002, 2002-2003, 2004-2005, 2007-2008, 2009-2010, 2011-2012, 2017-2018, 2018-2019, 2019-2020, 2020-2021
- Coppa di Tanzania: 7

1984, 1995, 2000, 2016-2017, 2019-2020, 2020-2021, 2021-2022
- Supercoppa di Tanzania: 9

2002, 2003, 2005, 2011, 2012, 2017, 2018, 2019, 2020
- Coppa Tusker: 5

2001, 2002, 2003, 2005, 2005
- Coppa Mapinduzi: 3

2011, 2015, 2022

### Competizioni internazionali
- Coppa Kagame Inter-Club: 6

1974, 1991, 1992, 1995, 1996, 2002

### Altri piazzamenti
- Campionato tanzaniano:

Secondo posto: 2016-2017, 2024-2025
Terzo posto: 2015-2016, 2023-2024
- Coppa di Tanzania:

Finalista: 1974, 1998, 2000
- Supercoppa di Tanzania:

Secondo posto: 2001, 2010, 2021
- Coppa Tusker:

Finalista: 2006
- Coppa Mapinduzi:

Finalista: 2014, 2017, 2019, 2020, 2021
- CAF Champions League:

Semifinalista: 1974
- Coppa della Confederazione CAF:

Semifinalista: 2024-2025
- Coppa CAF:

Finalista: 1993
- Coppa Kagame Inter-Club:

Finalista: 1975, 1978, 1981, 2003, 2011, 2018